# Giochi carnali
Giochi carnali è un film italiano del 1980 diretto da Andrea Bianchi.

## Trama
Carlo e Michele sono colleghi d'ufficio che si frequentano anche al di fuori del lavoro, formando una strana coppia squallida e spensierata, che avvicina giovani donne per violentarle. Per caso, un giorno incontrano Daniela, ferma con l'automobile in panne: i due la soccorrono per poi sottoporla allo stesso trattamento, ignari che sia un medico. La donna si vendica anestetizzandoli e rimuovendo loro l'apparato riproduttivo.

## Distribuzione
Il film fu distribuito con il divieto per i minori di 18 anni solo dopo il taglio di diverse scene per ben 289,90 metri.